# ویلهلم کرویتس
ویلهلم کرویتس (آلمانی: Wilhelm Kreuz؛ زادهٔ ۲۹ مهٔ ۱۹۴۹) بازیکن سابق و مربی فوتبال اهل اتریش است.
از باشگاه‌هایی که در آن بازی کرده‌است می‌توان به باشگاه فوتبال فاینورد، باشگاه فوتبال اسپارتا روتردام، و باشگاه فوتبال آدمیرا واکر مودلینگ اشاره کرد.
وی همچنین در تیم ملی فوتبال اتریش بازی کرده‌است.